# Vinya d'Urbà
La Vinya d'Urbà és una antiga vinya reconvertida en camp de conreu del municipi de Castell de Mur, al Pallars Jussà, a l'antic terme de Mur, en terres de l'antic poble de Mur. Està situada a l'esquerra del barranc d'Arguinsola i a la dreta del barranc dels Masos d'Urbà, a llevant de la Solana de Cordillans. És al nord-est de Mur.